# Kościół w Tydal
Kościół w Tydal (nor. Tydal kirke) – kościół parafialny w gminie Tydal w okręgu Trøndelag w Norwegii. Znajduje się we wsi Aunet, około 5 km na zachód od centrum administracyjnego gminy – Ås.
Świątynię zaprojektował architekt Ole Johnsen Hindrum. Została wybudowana w 1696 roku na planie litery Y. Odrestaurowana w 1830. Obecnie jest w stanie pomieścić 270 osób.
Parafia Tydal należy do dekanatu Stjørdal w luterańskiej diecezji Nidaros (Trondheim).